# Ronald Hugh Campbell
Sir Ronald Hugh Campbell, GCMG, PC (* 27. September 1883; † 15. November 1953) war ein britischer Diplomat, der unter anderem von 1939 bis 1940 Botschafter in Frankreich sowie zwischen 1940 und 1945 Botschafter in Portugal war.

## Leben
Ronald Hugh Campbell war der Sohn des Diplomaten Sir Francis Alexander Campbell, KCMG, CB (1852–1911), der unter anderem zwischen 1906 und seinem Tode 1911 Assistierender Unterstaatssekretär im Außenministerium (Assistant Under-Secretary of State for Foreign Affairs) war. Er trat ebenfalls in den diplomatischen Dienst (His Majesty’s Diplomatic Service) ein und fand in den folgenden Jahren zahlreiche Verwendungen an Auslandsvertretungen sowie im Außenministerium. Für seine Verdienste wurde er 1917 zum Companion des Order of St Michael and St George (CMG) ernannt. Er war zwischen 1928 und 1929 Leiter der Abteilung Völkerbund und West (Head of the League of Nations and Western Department, Foreign Office), die 1919 mit Zuständigkeit für Westeuropa gegründet wurde. Im Anschluss war er zwischen 1929 und 1935 Gesandter an der Botschaft in Frankreich. Als Nachfolger von Sir Nevile Henderson übernahm er 1935 den Posten als Gesandter in Jugoslawien und verblieb in dieser Funktion bis 1939, woraufhin Sir Ronald Ian Campbell seine dortige Nachfolge antrat. Am 1. Januar 1936 wurde er im Rahmen der sogenannten „New Year Honours“ für seine Verdienste als Knight Commander des Order of St Michael and St George (KCMG) geadelt, so dass er fortan das Prädikat „Sir“ führte.
1939 wurde Sir Ronald Hugh Campbell Botschafter in Frankreich und übergab dort als Nachfolger von Sir Eric Phipps seine Akkreditierung. Er bekleidete dieses Amt bis zur deutschen Besetzung Frankreichs im Zweiten Weltkrieg 1940, woraufhin der Botschafterposten bis zur Befreiung Frankreichs und der Befreiung von Paris im August 1944 unbesetzt blieb und erst danach mit Duff Cooper ein neuer Botschafter ernannt wurde. Während dieser Zeit wurde er 1939 auch Mitglied des Privy Council (PC) und wurde 1940 zum Knight Grand Cross des Order of St Michael and St George (GCMG) erhoben. Zuletzt löste er 1940 Sir Walford Selby als Botschafter in Portugal ab und verblieb auf diesem Posten bis 1945, woraufhin Sir Owen O’Malley ihn ablöste.

## Hintergrundliteratur
- Joaquim da Costa Leite: Neutrality by Agreement. Portugal and the British Alliance in World War II. American University International Law Review, Ausgabe 14 (1), S. 185–199.